# Lösungsorientierte Kurztherapie
Die lösungsorientierte Kurztherapie, auch lösungsfokussierte Kurzzeittherapie, (engl. Solution Focused Brief Therapy) ist eine spezielle Art der Gesprächstherapie, die von den Psychotherapeuten Steve de Shazer und Insoo Kim Berg 1982 erstmals vorgestellt wurde. Sie geht von dem Standpunkt aus, dass es hilfreicher ist, sich auf Wünsche, Ziele, Ressourcen, Ausnahmen vom Problem zu konzentrieren anstatt auf Probleme und deren Entstehung. Dieser Therapieansatz verbreitet sich in den letzten Jahren auch in anderen Bereichen wie Coaching, der Pädagogik, dem Management sowie der Seelsorge. Insbesondere verbreitet er sich in der Schweiz und in Teilen Deutschlands auch in der Sozialen Arbeit und in der Sozialpädagogik sowie in der Psychiatrie.

## Grundprinzipien
Lösungsfokussierung bedeutet, die "positiven Unterschiede" zu erkennen und zu verstärken. Also das, was jetzt bereits besser funktioniert und passt und von dem gewünscht wird, es möge in Zukunft in noch stärkerem Maße so sein.
Entwickelt wurde dieser Ansatz von Steve de Shazer und Insoo Kim Berg im 1978 gegründeten Brief Family Therapy Center (BFTC) in Milwaukee/Wisconsin gemeinsam mit Elam Nunnally, Eve Lipchik, Michele Weiner-Davis, Alex Molnar und Wallace Gingerich.
Inspiriert wurde dieser Ansatz aus den Sprachspielen Ludwig Wittgensteins, aus der Hypnosetherapie nach Milton H. Erickson, sowie aus dem Konstruktivismus bzw. aus der Palo-Alto-Gruppe.
Gestützt wird diese Therapieform durch aktuelle Forschungsergebnisse der Hirnforschung, insbesondere dem Konzept der Neuroplastizität: Diese besagt, dass das Gehirn seine Struktur und seine damit zusammenhängende Funktion laufend verändert, der gemachten Erfahrung anpasst. So besteht Lernen in der Verstärkung synaptischer Verbindungen zwischen Neuronen.
Das zentral und radikal "Neue" am "Lösungsfokussierten Ansatz" ist das Bekenntnis zur "Einfachheit" ("Simplicity"):
Um in komplexen Situationen und Systemen erfolgreich zu sein, ist es nicht immer hilfreich, sie modellieren und verstehen zu wollen – hilfreicher ist es oft, unvoreingenommen zu beobachten, was alles wie gewünscht funktioniert, um in kleinen Schritten mehr davon zu tun.
Über die Wirksamkeit des lösungsfokussierten Kurzzeitkonzepts liegen mittlerweile mehrere Meta-Studien vor:
Nach Johnny S. Kim konnte sie bislang nur für internalisierende Störungen bestätigt werden, wobei es sich allerdings um kleine Effekte handle.
Wallace J. Gingerich und Lance T. Peterson kommen hingegen zum Schluss, dass die vorliegenden Studien einen starken Beleg für die lösungsfokussierte Therapie als effektive Behandlungsmethode für eine große Vielzahl von Verhaltens- und psychologischen Problemen darstellt, wobei sie zusätzlich kürzer und daher weniger kostspielig sein kann als alternative Ansätze.

### Lösungsfokussierung behauptet
1. positive Veränderungen von komplexen Situationen geschehen in kleinen Schritten;[7]
2. wenig Information genügt für die Wahl der nächsten Schritte;
3. "Was macht jetzt schon den Unterschied zwischen besser/schlechter aus?" entscheidet und nicht "wie ist es – wie kam es dazu?";
4. das konkrete Handeln in kleinen Schritten verdrängt das "theoretisch umfassend Verstehenwollen";
5. Unterstellung: Alle Beteiligten sind interessiert an positiven Veränderungen.

### Die drei Grundprinzipien der Lösungsfokussierung
1. "Repariere nicht, was nicht kaputt ist!"
2. "Finde heraus, was gut funktioniert und passt – und tu mehr davon!"
3. "Wenn etwas trotz vieler Anstrengungen nicht gut genug funktioniert und passt – dann höre damit auf und versuche etwas anderes!"

### Die sechs Merksätze zur lösungsfokussierten "Einfachheit" ("Simplicity")
1. Lösungen statt Probleme: "Nicht das Problemverständnis vertiefen, sondern erkunden, wie es ist, wenn es besser ist".
2. Interaktion statt isolierter Individualität: "Unser Verhalten entwickelt sich in der Interaktion mit anderen. In der Lösungsfokussierten Arbeit wird nicht über Meinungen, Glaubenssätze oder Werte diskutiert, sondern über beobachtbares Handeln".
3. Beachte und nutze das, was da ist – nicht das Fehlende: "Nicht die Lücke zwischen 'Ist' und 'Soll' ermitteln, sondern das, was – wenn auch nur selten – heute bereits etwas besser ist".
4. Die Chancen im Gestern, Heute und Morgen sehen: "Chancen in der Zukunft und im Heute zu überlegen, ist ein vertrauter Gedanke. Eher unüblich ist es, auch im 'Gestern' bewusst das zu erkunden, was sich früher bereits als Chance zeigte – um auch das zu nutzen".
5. Einfache Sprache: "Statt langer, komplizierter, abstrakter und beeindruckend klingender Worte einfache Alltagsworte benutzen".
6. Jede Situation als speziell sehen – keine schlecht passende allgemeine Theorie darüber stülpen: "Offen und neugierig sich jedes Mal von neuem positiv überraschen lassen".

### Weiterführende Hinweise
Die zentrale Voraussetzung jeder Beratung ist die Erwartung, dass sich etwas verändern und verbessern kann. Lösungsfokussierte Beratung glaubt, dass Veränderungsprozesse unvermeidbar sind und sich fortwährend ereignen.
Die Methode unterscheidet sich von anderen Vorgehensweisen durch die Überzeugung des Beraters, dass bereits eine kleine Veränderung im Verhalten eines einzigen Menschen erhebliche und weitreichende Veränderungen aller übrigen Beteiligten nach sich ziehen kann. Sie konzentriert sich auf die Ausnahmen eines Problems, jene Momente, in denen kleine Veränderungen in der Stabilität eines Problemzustands auftreten. Der Ausbau einer schon vorhandenen Veränderung, so klein sie auch immer sein mag, wird als wichtiger betrachtet als darüber nachzudenken, wie sich falsches Verhalten korrigieren oder verändern lässt.
Die Erforschung des spontanen oder willkürlichen minimalen Auftretens des erwünschten Zielzustands steht im Mittelpunkt der Interventionen. Lösungsfokussierte Beratung bedeutet: Die Lösung steht im Mittelpunkt. Das Verfahren zeichnet sich durch das Bemühen aus, persönliche und soziale Fähigkeiten einer Person deutlich zu machen und gemeinsam Lösungen zu konstruieren, d. h., Alternativen zu dysfunktionalen Gedanken-, Gefühls- und Handlungsmustern zu finden. Das Praxismodell fällt durch seine konsequente Ziel- und Ressourcenorientierung auf. Ressourcenorientierung meint eine Grundhaltung, die sich nicht an Defiziten, sondern an den Stärken und Kompetenzen der Menschen orientiert.
Lösungsfokussiertes Arbeiten hat zum Ziel, mit den Klienten gemeinsam Perspektiven zu entwickeln, welche sie ermutigen, möglichst selbst gefundene Schritte in Richtung ihrer angestrebten Ziele zu gehen. Lösungsfokussierte Kommunikation (LFK) verzichtet weitgehend auf Diagnosestellungen, die sich an Defiziten eines Individuums ausrichten, d. h., sie ist gerade nicht kausal orientiert.
Das lösungsfokussierte Modell zählt zu den Kurztherapien, die Ende der 1960er und Anfang der 1970er Jahre immer größere Beachtung fanden. In einer Kurztherapie werden die vorgetragenen Probleme, Konflikte, Störungen usw. nicht vertieft exploriert, sondern die beim Klienten vorhandenen Kompetenzen und Ressourcen in den Fokus genommen und alle Möglichkeiten ihrer aktiven Nutzung ausgeschöpft, um möglichst direkt eine Problemlösung zu erzielen. Kurztherapie kann auch deswegen kurz sein, weil sie von der Annahme ausgeht, dass innerhalb der Beratungszeit nur Anregungen, Anstöße für die eigentlichen Entwicklungs- und Veränderungsprozesse gegeben werden, die im konkreten Alltag des Klienten umgesetzt bzw. vollzogen werden müssen. Nach de Shazer sei Kürze kein angestrebtes Ziel, sondern eine logische Folge der lösungsfokussierten Intervention. Kurztherapie bedeutet jedoch nicht, dass der Berater schnell vorgehen soll, sondern dass er sich an dem individuellen Klienten orientiert.
Die durchschnittliche Anzahl der Sitzungen liegt zwischen vier und sieben. Die zeitlichen Intervalle zwischen den Sitzungen werden jeweils ausgehandelt und können wenige Tage oder mehrere Monate sein.

## Begriffsbestimmung ‚lösungsfokussiert’ versus ‚lösungsorientiert’
Das Verfahren lässt sich inhaltlich von diversen lösungsorientierten Verfahren trennen. Der wesentliche Unterschied liegt Peter Kaimer zufolge zum einen „…in der Radikalität bezüglich der aktiven Thematisierung von präsentierten Problemen durch die Therapeuten. Während lösungsorientierte Therapie hier eher eine ‚weiche’ Linie verfolgt und durchaus bereit ist, das Problemverständnis zu vertiefen, verzichtet lösungsfokussierte Therapie weitgehend darauf. Zum anderen greifen lösungsorientierte Therapeuten weit mehr auf spezifische und bewährte therapeutische Techniken zur Problembearbeitung zurück, die traditionell in den verschiedenen Therapieschulen beschrieben werden. Im Gegensatz zu einem solchen, eher ‚expertenorientierten‘ Herangehen knüpft der lösungsfokussierte Ansatz stärker an die Spezifika und Ressourcen des Klienten an und widmet den präsentierten Problemen gleichsam bedeutend weniger Aufmerksamkeit.“
„Lösungsorientierung“ bezeichnet die innere, auf Lösungen ausgerichtete Haltung eines Experten. „Fokussierung“ bezieht sich zusätzlich auf die konkrete Interventionsstrategie des Therapiemodells L.F.K. Lösungsorientiert ist zuallererst eine Orientierung, eine Ausrichtung, ein bevorzugter Fokus, eine bewusst gewählte Sichtweise. Lösungsorientierung schließt das Vorhandensein von Problemen nicht aus, „sondern verweist auf die alte Erkenntnis, dass ein Problem immer nur dann zu einem Problem werden kann, wenn es mit der Idee einer Lösung verbunden ist. Ohne Idee einer Lösung gäbe es kein Problem, weil es keine Idee einer Lösung gibt. Demnach bedeutet lösungsorientiert auch immer die ‚Lösung’ von liebgewordenen Ideen, wie Probleme anderer zu lösen sind.“
Die Klienten sind die Experten, weil sie, wenn sie mit einem Problem in die Beratung kommen, immer auch schon eine Idee von ihrer Lösung mitbringen. Die individuellen Ideen sollen respektiert und mit den Klienten kooperativ weiter verfolgt werden, um ihnen die Nutzung ihrer Lösungsideen zu erleichtern und zu ermöglichen.